# Нерхинское муниципальное образование
Нерхинское муниципальное образование — муниципальное образование со статусом сельского поселения в 
Нижнеудинском районе Иркутской области России. Административный центр — поселок Нерха.

## Демография
По результатам Всероссийской переписи населения 2010 года 
численность населения муниципального образования составила 220 человек, в том числе 104 мужчины и 116 женщин.

## Населенные пункты
В состав муниципального образования входят населенные пункты
- Нерха